# Baldwinella aureorubens
Baldwinella aureorubens, thường được gọi là Streamer bass trong tiếng Anh, là một loài cá biển thuộc chi Baldwinella trong họ Cá mú. Loài này được mô tả lần đầu tiên vào năm 1935.

## Phân bố và môi trường sống
B. aureorubens có phạm vi phân bố ở vùng biển Tây Đại Tây Dương. Chúng được tìm thấy từ bang New Jersey dọc theo bờ biển phía đông Hoa Kỳ xuống khắp vịnh Mexico, ngoại trừ Tây Bắc Cuba (đông nam vịnh Mexico). Ở biển Caribe, có mặt ở phía đông nam Cộng hòa Dominica. Dọc Trung Mỹ và Nam Mỹ, từ Nam Nicaragua đến Guiana thuộc Pháp. Loài này xuất hiện xung quanh các rạn san hô và đá ngầm ở độ sâu khoảng từ 91 đến 610 m.

## Mô tả
B. aureorubens trưởng thành có kích thước lớn nhất được ghi nhận tới khoảng 22 cm. Cá mái trưởng thành có kích thước trong khoảng 12 – 15 cm. Thân thuôn dài, hình bầu dục. Phần sau của hàm trên lộ ra khi chúng ngậm miệng; răng nanh ở phía trước miệng. Đầu ngắn, mắt to. Thân trên màu đỏ cam; phần thân còn lại màu xám bạc. Mống mắt màu đỏ vàng. Vây lưng, vây hậu môn và vây bụng màu vàng nhạt. Vây ngực màu hồng. Đuôi xẻ thùy, các sợi vây tia vươn khá dài ở chóp thùy. Thùy đuôi nhọn.
Số gai ở vây lưng: 10 (có các sợi vây ngắn trên gai cá trưởng thành); Số tia vây mềm ở vây lưng: 13 - 16; Số gai ở vây hậu môn: 3; Số tia vây mềm ở vây hậu môn: 7 - 9; Số tia vây mềm ở vây ngực: 15 - 19; Số vảy đường bên: 42 - 50; Số lược mang: 36 - 43.
Thức ăn của B. aureorubens là các loài sinh vật phù du và động vật giáp xác.